# Vernon Harris
Vernon Harris (* 26. Februar 1905 in Folkestone; † Februar 1999 in Somerset) war ein britischer Drehbuchautor.

## Leben
Harris war ab Mitte der 1930er Jahre als Drehbuchautor tätig, außerdem trat er bis 1938 in mehreren Filmen als Schauspieler in Erscheinung. Für das Radio entwickelte er in den 1930er Jahren die Sendung Band Waggon, aus der 1940 auch ein Film hervorging. Mehrere Filme, die auf seinen Drehbüchern basierten, wurden in den 1950er, 1960er und 1970er Jahren von Lewis Gilbert inszeniert. Die Arbeit an dem Film Oliver brachte ihm 1969 eine Oscar-Nominierung in der Kategorie Bestes adaptiertes Drehbuch ein. Bei den British Academy Film Awards 1957 war er gemeinsam mit Hubert Gregg für einen British Academy Film Award nominiert. Zuletzt trat Harris als Drehbuchautor Mitte der 1970er Jahre in Erscheinung. Im Anschluss war er noch ein paar Mal bis Ende der 1980er Jahre als Script Editor tätig, bei von Lewis Gilbert gedrehten Filmen.

## Auszeichnungen (Auswahl)
- 1969: Oscar-Nominierung in der Kategorie Bestes adaptiertes Drehbuch bei der Verleihung 1969 für Oliver

## Filmografie (Auswahl)
- 1951: Nur fünf Tage Zeit (Emergency Call)
- 1954: Vier bleiben auf der Strecke (The Good die young)
- 1956: Allen Gewalten zum Trotz (Reach for the Sky)
- 1956: Drei Mann in einem Boot (Three Man in a Boat)
- 1957: Zustände wie im Paradies (The Admirable Crichton)
- 1959: Fähre nach Hongkong (Ferry to Hongkong)
- 1962: Ein Gruß aus Wien (Almost Angels)
- 1968: Oliver (Oliver!)
- 1970: Friends – Eine Liebesgeschichte (Friends)
- 1974: Paul und Michelle (Paul and Michelle)